# Joseph Chebet
Joseph Chebet (Eldoret, 23 augustus 1970 – aldaar, 7 juli 2023) was een Keniaanse langeafstandsloper, die gespecialiseerd was in de marathon.

## Loopbaan
Chebet won in 1997 de Route du Vin in 1:00.53. In 1999 won hij de Boston Marathon en de New York City Marathon en in 1998 behaalde hij in Boston een tweede plaats, drie seconden achter de winnaar Moses Tanui, in een persoonlijke recordtijd van 2:07.37. Vermeld hierbij dient te worden, dat op het parcours in Boston geen officiële records kunnen worden gevestigd. In New York belandde hij ook drie seconden achter de winnaar. Ditmaal was dat John Kagwe.
In 2003 won Chebet de marathon van Wenen in 2:14.49.
Joseph Chebet stierf op 7 juli 2023 in het Mediheal Hospital in Eldoret op 52-jarige leeftijd.

## Persoonlijke records
| Onderdeel      | Prestatie | Datum             | Plaats   |
| -------------- | --------- | ----------------- | -------- |
| 15 km          | 43.42     | 17 november 1996  | Nijmegen |
| halve marathon | 1:00.53   | 28 september 1997 | Remich   |
| marathon       | 2:08.23   | 11 mei 1997       | Turijn   |

## Palmares

### 15 km
- 1996: 4e Zevenheuvelenloop - 43.42

### marathon
- 1996:  marathon van Amsterdam - 2:10.57
- 1997:  marathon van Turijn - 2:08.23
- 1997:  New York City Marathon - 2:09.27
- 1998:  New York City Marathon - 2:08.48
- 1998:  Boston Marathon - 2:07.37
- 1999:  Boston Marathon - 2:09.52
- 1999:  New York City Marathon - 2:09.14
- 2000: 8e Boston Marathon - 2:12.39
- 2001: 8e New York City Marathon - 2:13.07
- 2002:  marathon van Praag - 2:12.01
- 2003:  marathon van Wenen - 2:14.49